# Liste de personnalités liées au Mans
Cet article liste les personnalités liées au Mans.
Voir aussi les comtes du Maine, les maires du Mans, les évêques du Mans. 

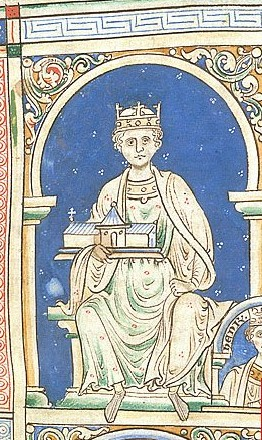
Henri II d'Angleterre

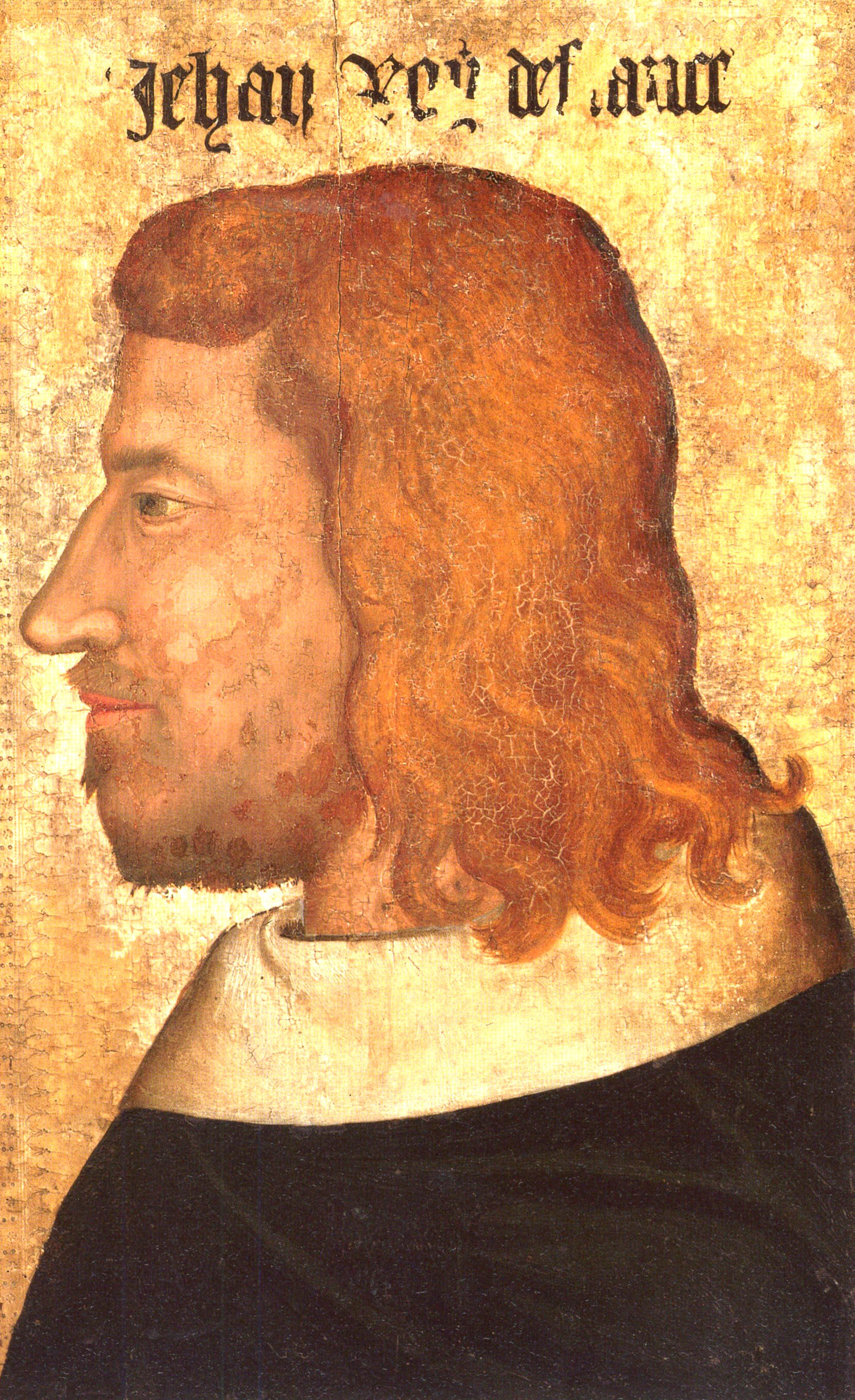
Jean II de France

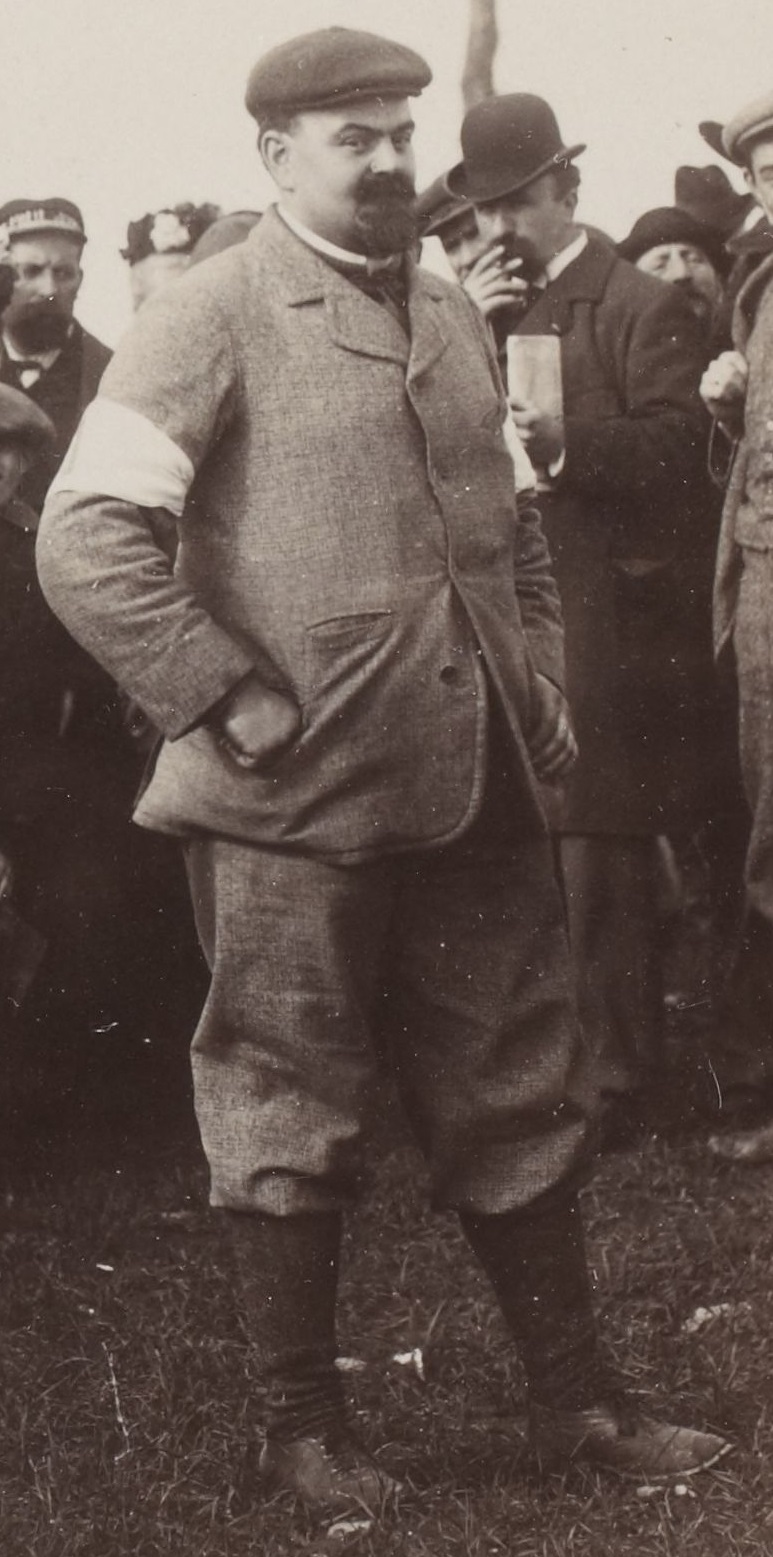
Léon Bollée

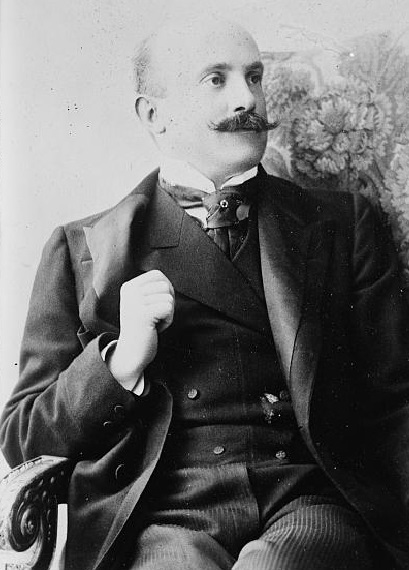
Joseph Caillaux

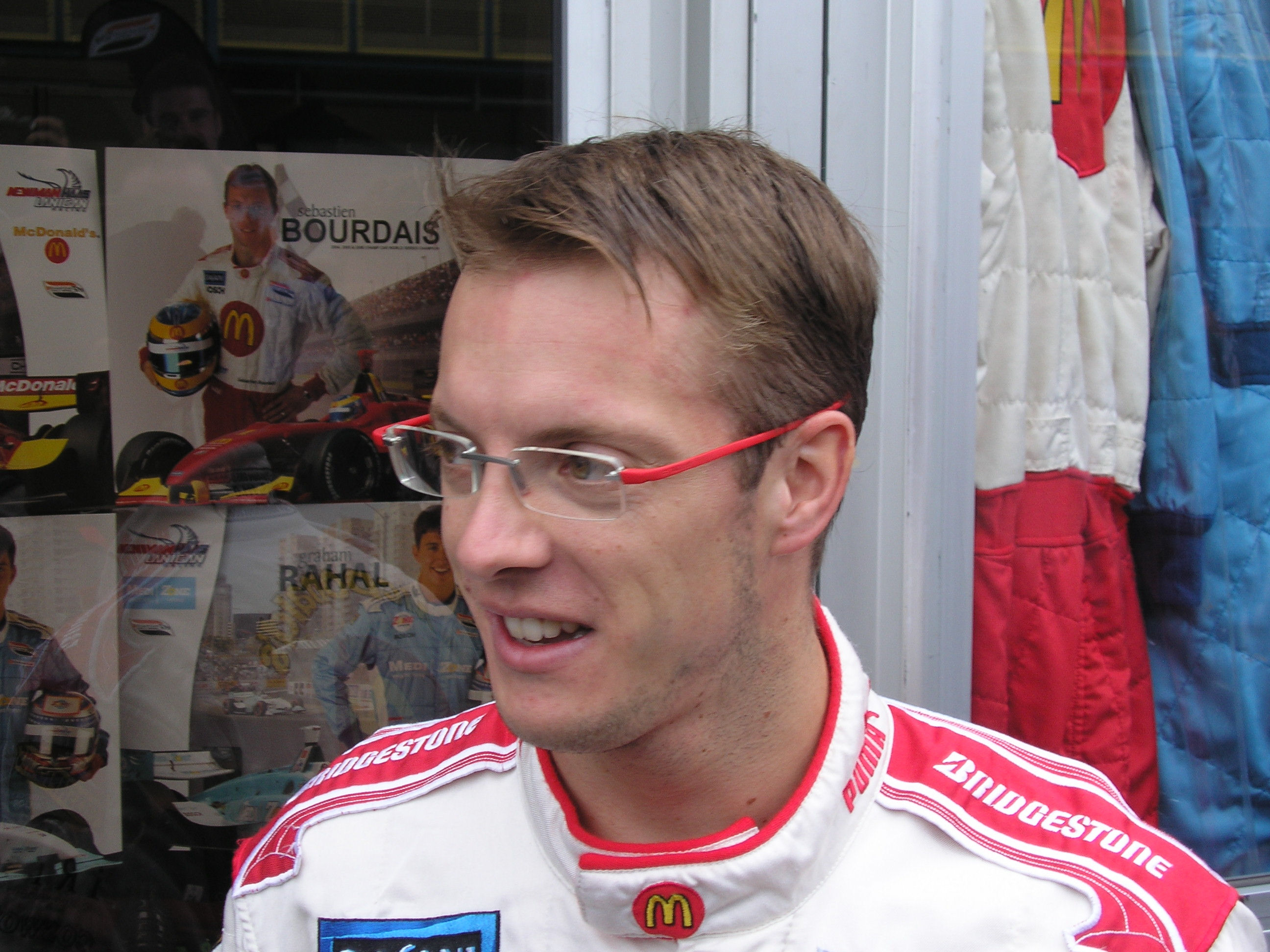
Sébastien Bourdais

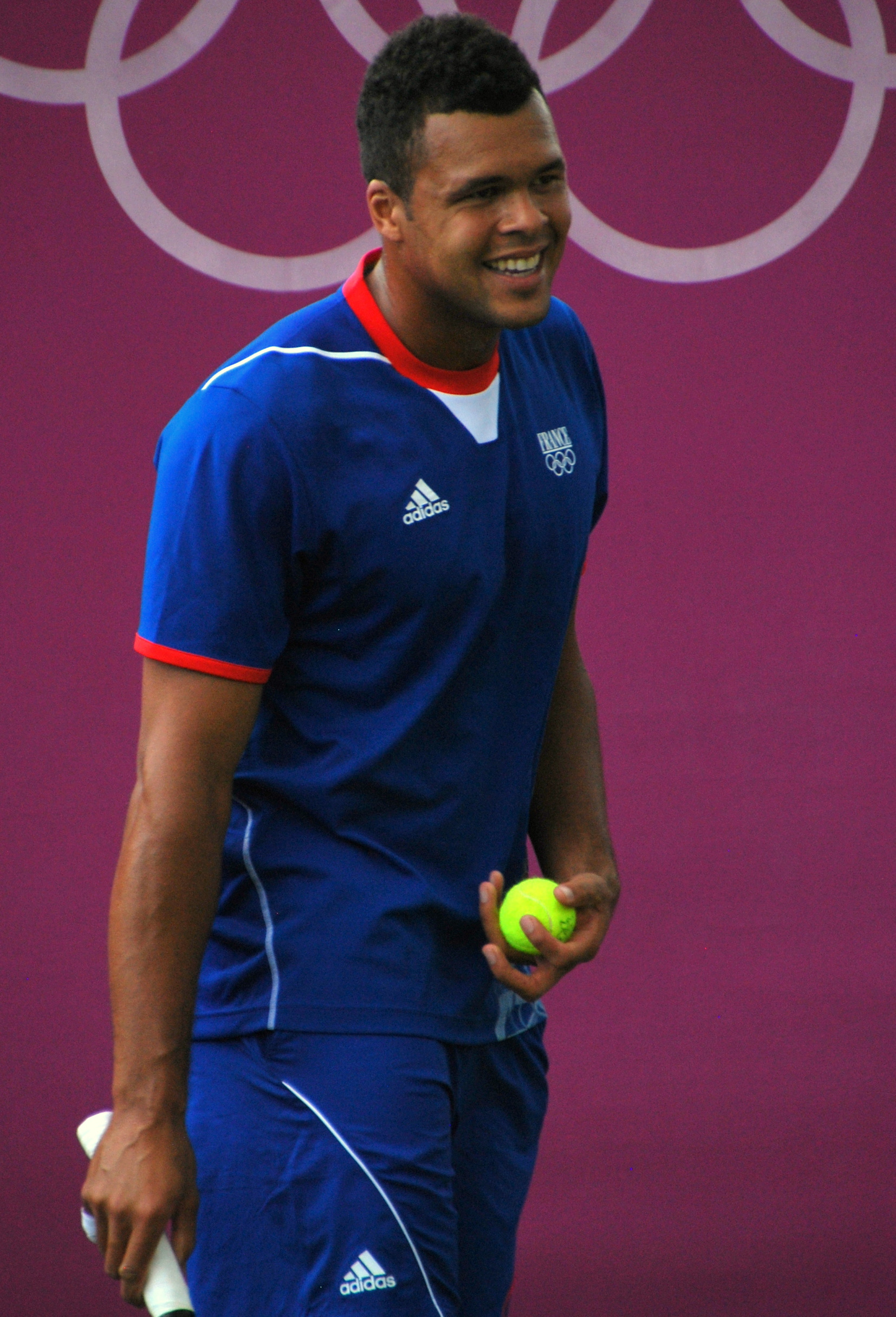
Jo-Wilfried Tsonga

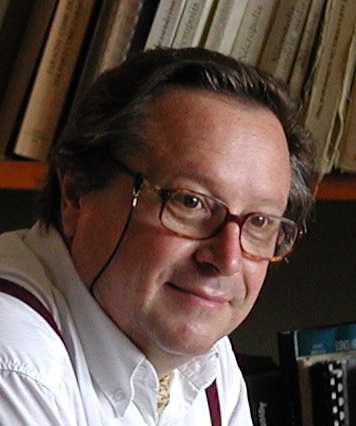
Jean-Yves Empereur

## À classer
- Rignomer, roi Franc assassiné au Mans (fin Ve siècle) par un de ses proches.
- Agathe Dublanchet, née au Mans.
- Odon de Cluny.
- Joachim du Bellay (1522-1560), poète ayant rencontré Peletier et Ronsard au Mans.
- Le Comte de Belin, protecteur de Corneille et Mairet et du théâtre du Marais.
- Louis Le Pelletier, né en 1663, linguiste de la langue bretonne.
- Pierre Lorcet, sculpteur, céramiste, actif en 1688.
- André Pierre Ledru (1761-1830?), religieux et historien français.
- Alexandre de Tilly (1761-1823), écrivain.
- Félix Voisin (1794-1872), psychiatre.
- Eugène Hucher (1814-1889), maître verrier.
- Antoine Lusson (19e), maître verrier.
- Echivard (1866-1939), maître verrier.
- Amédée Bollée père (1844-1917) inventeur.
- Amédée Bollée fils (1868-1926)
- Léon Bollée (1870-1913), constructeurs d'automobiles et inventeur.
- Jeanne Blin-Lefebvre (1884-1980), poète.
- Max Boyer (1910-1985), résistant et fondateur du Maine libre.
- Ariste Jacques Trouvé-Chauvel.
- Henry Delagenière, chirurgien reconnu pour ses "gueules cassées".
- Jean-Marie Lelièvre (1836-1914), fondateur de la Mutuelle Générale Française Accident (MMA)
- Jean Mouchet (1890-1980), linguiste.
- Pierre Massé, auteur d'un ouvrage sur la sorcellerie.
- Raymond Guérin, né en 1931, cycliste et vainqueur du circuit de la Sarthe en 1957.

## Fonctionnaires et hommes d'État
- Charles le Jeune (vers 772-811), deuxième fils de Charlemagne, dirigeant du ducatus Cenomannicus.
- Geoffroy Plantagenêt (1113-1151), comte d'Anjou et du Maine, duc de Normandie.
- Henri II d'Angleterre (1133-1189), comte d'Anjou et du Maine, duc de Normandie, roi d'Angleterre.
- Bérengère de Navarre (1163-1230), épouse de Richard Cœur de Lion.
- Jean II de France (1319-1364), roi de France.
- René de Froulay de Tessé (1648-1725), lieutenant-général pour les provinces du Maine, du Perche et de Laval.
- René Mans de Froulay de Tessé (1736-1814), homme politique né au Mans, député de la noblesse aux États généraux de 1789.
- François René Pierre Ménard de La Groye (1742-1813), homme politique né au Mans, député au Conseil des Cinq-Cents
- René Cornilleau (1744-1810), homme politique, député de la Sarthe de 1800 à 1803.
- René Levasseur (1747-1834), député de la Convention nationale.
- Jacques Marie Ysambart (27 mars 1750 au Mans – 13 août 1817 au Mans), avocat, député au Conseil des Cinq-Cents.
- Pierre Louis François Joüye Desroches (1757-1793), homme politique né au Mans, député du tiers état aux États généraux de 1789.
- Alphonse Leret d'Aubigny (1804-1878), homme politique né et décédé au Mans, député de la Sarthe de 1857 à 1870.
- Eustache Livré (1728-1804), homme politique né au Mans, député aux États généraux de 1789, maire du Mans.
- Joseph Caillaux (1863-1944), président du Conseil, ministre des finances.
- Max Boyer (1910-1985), résistant, président du conseil général de la Sarthe et fondateur du quotidien Le Maine libre.
- François Bachelot (1940-), ancien député.
- François Fillon (1954-), premier ministre de Nicolas Sarkozy.
- Christian Philip (1948-), juriste et homme politique, y a été enseignant en droit, doyen de la Faculté de Droit et des Sciences Économiques puis président de Université du Mans[1]. Il a d'ailleurs été enseignant en droit de François Fillon dans les années 1970. Puis il en a été directeur de cabinet au ministère de l'Enseignement Supérieur et de la Recherche de 1993 à 1995.
- Stéphane Le Foll (1960-), ancien ministre de l'agriculture de François Hollande.
- Marcelle Devilliers (1915-2007), militante communiste et Résistante, a vécu au Mans et y est décédée ; une rue de la ville porte son nom.
- Claire Gibault, ancienne députée européenne, directrice d'orchestre, chevalier de l'ordre national du Mérite et de la Légion d'honneur.
- Jean-Marie Lelièvre (1900-1976), président de l'Automobile Club de l'Ouest, président directeur général de la Mutuelle générale française.
- Henri Sérandour, ancien président du Comité national olympique et sportif français (CNOSF)
- Marlène Schiappa (1982-), secrétaire d'État chargée de l'Égalité entre les femmes et les hommes, adjointe au Maire du Mans déléguée à l'Égalité et est responsable du pôle « égalité femmes-hommes » du mouvement politique En marche !.
- Élie PIOGER (1995-), homme d'État influent dans la politique mancelle.

## Militaires
- Jean-Baptiste Bertolosi (1749-1826), général.
- Louis François Coutard (1769-1852), général, chevalier de la Légion d'honneur.
- Julien Pierre Anne Lalande (1787-1844), amiral.
- François de Négrier (1788-1848), général, croix de commandeur de la Légion d'honneur.
- Émilien-Félix Darde, général de brigade pendant la première guerre mondiale, commandeur de la Légion d'honneur, y est mort le 8 avril 1937.

## Religieux et hommes d'Église
- Saint Liboire (vers 348-397), évangélisateur.
- Philippe de Luxembourg (1445-1519), évêque du Mans.
- René du Bellay (1500-1546), évêque du Mans.
- Noël Aubert de Versé (vers 1642/1645-1714), théologien.
- Louis Le Pelletier (1663-1733), moine et linguiste.
- Gilles-François de Beauvais (1693-1773), prédicateur jésuite et écrivain.
- René-Pierre Nepveu de la Manouillère (1732-1810) , chanoine et diariste.
- Basile Moreau (1799-1873), fondateur de la congrégation de Sainte-Croix.
- Ernest Vétillart (1851-1930), né à Pontlieue, jésuite, fondateur de l'École supérieure d'agricultures d'Angers.
- Alexis-Armand Charost (1860-1922), archevêque de Rennes.
- Georges Grente (1872-1959), cardinal et académicien.
- Roland Cosnard (1933-2011), pasteur évangélique et missionnaire français, né au Mans.

## Artistes et écrivains
- Simon Hayneufve (1455-1546), architecte et peintre.
- Nicolas Denisot (1515-1559), poète de la Pléiade.
- Jacques Peletier du Mans (1517-1582), poète et mathématicien.
- Pierre de Ronsard (1524-1585), poète et chanoine au Mans.
- Jacques Tahureau (1525-1555), poète.
- Robert Garnier (1545-1590), poète.
- Paul Scarron (1610-1660), dramaturge et romancier, qui vécut 7 ans au Mans et y situa son Roman comique (1651).
- Michel de Bonneval (?-1766), librettiste compositeur, Intendant des Menus-plaisirs du Roi.
- Victor Bonhommet (1830-1905), poète.
- Jules Leroy (1833-1865), peintre français.
- Arnold Dolmetsch (1858-1940), violoniste.
- Edmond Leroy dit Leroy-Dionet (1860-1939), artiste peintre.
- Charles Fouqueray (1869-1956), peintre d'histoire et illustrateur.
- Jeanne Blin-Lefebvre (1884-1980), poète.
- Roger de La Fresnaye (1885-1925), peintre cubiste.
- Jane Le Soudier (1885-1976), sculptrice, dessinatrice et pastelliste.
- André Bizette-Lindet (1906-1998), sculpteur.
- Jean Françaix (1912-1997), compositeur.
- Lucien Le Guern (1914-1981), peintre naïf et religieux.
- Yolande Folliot (1952-), actrice.
- Gilles Kervella (1953-), photographe et éditeur, fondateur des éditions de La Reinette.
- Bruno Lochet (1959-), acteur.
- François Vallejo (1960-), écrivain.
- Béatrice Dalle (1964-), actrice.
- Marguerite Rossignol (1966-), auteure de littérature jeunesse.
- Hélène Rollès (1966-), actrice et chanteuse.
- Julien Cottereau (1969-), acteur.
- Jean-Luc Le Ténia (1975-2011), chanteur.
- Rod Janois (1976-), chanteur et compositeur.
- Emmanuel Moire (1979-), chanteur.
- Leslie (1985-), chanteuse.
- Matthieu Gosztola, écrivain.
- Emma Mackey (1996-), actrice et mannequin.
- Michel Bampély (1974-), artiste, parolier et sociologue.
- Mademoiselle Éférie (1982-), artiste, productrice et poétesse.

## Sportifs
- François Migault (1944-2012), pilote automobile
- Jean Rondeau (1946-1985), pilote et constructeur automobile, vainqueur des 24 Heures du Mans en 1980.
- Francis Smerecki (1949-2018), footballeur et entraîneur.
- Sylvain Nouet (1956-), entraîneur-adjoint de l'équipe de France de handball.
- Muriel Hermine (1963-), nageuse de synchronisée, championne d'Europe.
- Laurent Brochard (1968-), cycliste, champion du monde en 1997.
- Christophe Ferron (1970-), footballeur.
- Christelle Daunay (1974-), marathonienne, détentrice du record de France du marathon et du 10 000 m.
- Samuel Plouhinec (1976-), cycliste.
- Vincent Capillaire (1976-), pilote automobile.
- Jimmy Engoulvent (1979-), cycliste.
- Sébastien Bourdais (1979-), pilote automobile.
- James Fanchone (1980-), footballeur.
- Maryan Hary (1980-), cycliste.
- Nicolas Edet (1987 -) cycliste.
- Jo-Wilfried Tsonga (1985-), tennisman.
- Mathieu Coutadeur (1986-), footballeur.
- Samuel Bouhours (1987-), footballeur.
- Jérémy Leloup (1987-), basketteur.
- Louis Rossi (1989-), pilote motocycliste.
- Bridge Ndilu (2000-), footballeur.
- Denis Bouanga (1994-), footballeur.
- Alexis Blin (1996-), footballeur.
- Santy Ngom (1993-), footballeur.
- Nicolas Batum (1988-), Basketteur.

## Divers
- Guillaume du Bellay (1491-1543), historien.
- François Grudé (1552-1592), bibliographe, sieur de la Croix du Maine.
- François Froger (1676-?), ingénieur-hydrographe et explorateur.
- François Véron de Forbonnais (1722-1800), économiste et financier.
- Robert Triger (1856-1927), historien.
- Émile Belot (1857-1944), ingénieur, inventeur, astronome. Une rue du Mans porte son nom.
- André Bouton (1890-1979), économiste et historien.
- Jean-Marie Lelièvre (1900-1976), président de l'Automobile Club de l'Ouest, président directeur général de la Mutuelle générale française.
- Étienne Bouton (1928-2019), historien du Mans.
- Henri Sérandour (1937-2009), ancien président du comité national olympique et sportif français.
- Claire Gibault (1945-), chef d'orchestre et membre du conseil économique, social et environnemental.
- Florent de Kersauson (1949-), homme d'affaires, créateur de la Route du Rhum, frère d'Olivier de Kersauson.
- Jean-Yves Empereur (1952-), archéologue, directeur du Centre d'études alexandrines.
- Jean Rochard (1957-), producteur de musique.
- Pierre Fillon (1958-), président de l'ACO depuis 2012.
- Luc Chanteloup (1963-), chimiste et historien.
- Patrick Rambourg (1965-), historien des pratiques culinaires et alimentaires.
- Steevy Boulay (1980-), chroniqueur de radio et de télévision.
- Vincent Cerutti (1981-), animateur de télévision.
- René Chateau, éditeur vidéo.